# Tsingshan Holding Group
De Tsingshan Holding Group Company Limited (Chinees: 青山控股, ching-shan) is een Chinese privé-onderneming die voornamelijk roestvrij staal en nikkel produceert voor industriële toepassingen, energieopslagsystemen en elektrische voertuigen.
Tsingshan stond in 2022 op de 238e plaats in de Fortune Global 500. De onderneming wordt beschouwd als 's werelds grootste nikkelproducent.

## Activiteiten
Tot Tsingshans activa behoren onder meer:
- Fabrieken voor het smelten van nikkel-chroomlegeringen, het smelten van roestvrij staal en het walsen van staal in Lishui, Fuyang, Yangjiang en Qingyuan.
- Een nikkelmijnbedrijf op het Indonesische eiland Sulawesi; een onderdeel van de Nieuwe Zijderoute.
- Ferrochroomertsmijnen en een smelterij in Mashonaland in Zimbabwe.
- Verkooppunten in Foshan, Wenzhou, Shanghai en Wuxi.[3]

Tsingshan produceert ruim 10 miljoen ton roestvrij staal op jaarbasis. Het is China's grootste producent en behoort tot de veertig grootste staalproducenten van de wereld. Het produceert jaarlijks ook ruim 300 duizend ton nikkel. De groep telt meer dan 80 duizend werknemers.
Het bedrijf ontgint nikkel en ferrochroom in Indonesië en Zimbabwe. Het overgrote deel hiervan wordt gebruikt om roestvrij staal te maken.

## Geschiedenis
In 1988 richtten Xiang Guangda en partners de Zhejiang Ouhai Automobile Door and Window Manufacturing Company op in Wenzhou. In 1992 werd roestvrijstaalproducent Zhejiang Fengye Group opgericht en in 1998 de Zhejiang Qingshan Special Steel Company. De overkoepelende Tsingshan Holding Group werd opgericht in juni 2003.
In 2009 startte het activiteiten in de Indonesische nikkelontginning op Sulawesi. In 2012 werd geïnvesteerd in de productie van ferrochroom in het westen van Zimbabwe. In 2015 werd in Sulawesi ook een nikkelsmelterij gebouwd, in 2016 gevolgd door een ferrochroomfabriek. Ook in het noorden van de Molukken wordt nikkel ontgint.
In 2017 richtte de groep samen met onder meer de Delong Steel Group een grote staalfabriek op in Indonesië. Tsingshan Holding bezit 30 procent van de joint venture Dexin Steel. Datzelfde jaar werd ook de 50/50-joint venture Allegheny & Tsingshan Stainless opgezet in het Amerikaanse Pittsburgh. Roestvrijstalen platen worden vanuit Indonesië aangeleverd en hier tot rollen plaatstaal gewalst.
Begin 2022 kwam Tsingshan in financiële problemen nadat het short ging in de prijs van nikkel, die nadien steeg. Datzelfde jaar ving de bouw van een staalfabriek in de Zimbabwaanse provincie Midlands aan. Deze zou ijzererts uit de regio verwerken en een initiële capaciteit van 600 duizend ton per jaar krijgen.